# Zouar
Zouar (àrab: زوار, Zuwār) és una ciutat del departament del Tibesti Occidental, a la regió de Tibesti, al nord del Txad. Es troba en un oasi en les muntanyes del Tibesti. Abans de 2008, formava part del departament de Tibesti, a l'antiga regió de Bourkou-Ennedi-Tibesti.
Arran de la prohibició del govern txadià d'accedir a les mines d'or del Tibesti des de 2009, milers de miners s'han desplaçat no només a Zouar, sinó també a Faya-Largeau i Zouarké.